# Nécropole d'Émèse
La nécropole d'Émèse aussi appelée nécropole de Tell Abou Saboun est une nécropole antique de Homs, en Syrie. Le casque d'Émèse fut découvert dans cette nécropole.